# Philobrya insularis
Philobrya insularis is een tweekleppigensoort uit de familie van de Philobryidae. De wetenschappelijke naam van de soort is voor het eerst geldig gepubliceerd door Soot-Ryen.